# Раменки (район Москвы)
Ра́менки — район в Москве, расположенный в Западном административном округе, а также соответствующее ему одноимённое внутригородское муниципальное образование. Располагаются примерно на умеренном юго-западе города. Граница района с севера проходит по оси Третьего транспортного кольца, с Запада — по колее Киевского направления Московской железной дороги и по оси улицы Лобачевского, с юга — посредине парка им. 50-летия Октября, с Востока — вдоль Проспекта Вернадского. На территории Раменок находятся Московский государственный университет им. М. В. Ломоносова, 16 посольских городков, киностудия «Мосфильм».

## Территория и границы
Граница района «Раменки» проходит по оси улицы Лобачевского, далее вдоль отвода Киевского направления и Малого кольца МЖД, осям русла реки Москвы, проспекта Вернадского, реки Раменки, улиц Раменки и Удальцова, северным границам домовладения № 85 по улице Удальцова и домовладений № 92 (к. 4, 6, 5 и 3) и 92 по улице Лобачевского. По данным на 2010 год площадь района составляет 18,5371 км².

## Население
| 2002     | 2010     | 2012     | 2013     | 2014     | 2015     | 2016     |
| -------- | -------- | -------- | -------- | -------- | -------- | -------- |
| 101 485  | ↗125 128 | ↗126 031 | ↗128 211 | ↗131 629 | ↗133 595 | ↗136 421 |
| 2017     | 2018     | 2019     | 2020     | 2021     | 2023     | 2024     |
| ↗137 093 | ↗139 127 | ↗141 610 | ↗142 389 | ↗150 707 | ↗152 594 | ↘151 931 |

Плотность населения — 7010,6 чел./км², площадь жилого фонда — 3511,2 тыс. м² (2010 год).

### Национальный состав
По итогам переписи населения 2020 года проживали следующие национальности (национальности менее 0,1 % и другое, см. в сноске к строке «Другие»):
| Национальность | Численность, чел. | Доля     |
| -------------- | ----------------- | -------- |
| Русские        | 89 532            | 59,41 %  |
| Татары         | 884               | 0,59 %   |
| Армяне         | 805               | 0,53 %   |
| Украинцы       | 756               | 0,50 %   |
| Азербайджанцы  | 384               | 0,25 %   |
| Евреи          | 337               | 0,22 %   |
| Грузины        | 294               | 0,20 %   |
| Белорусы       | 274               | 0,18 %   |
| Чеченцы        | 245               | 0,16 %   |
| Осетины        | 168               | 0,11 %   |
| Казахи         | 162               | 0,11 %   |
| Другие         | 56 866            | 37,74 %  |
| Итого          | 150 707           | 100,00 % |

## Происхождение названия
Название района произошло от слова раменье, означающего густой дремучий лес.

## История
Современное название — Раменки — район получил от одноимённой деревни. В свою очередь, деревня получила название от реки Раменка (в настоящее время частично заключена в подземный коллектор), являющейся крупнейшим притоком Сетуни. При этом Раменка — это производное от «раменья»: в разных источниках несколько отличается, но означает как правило густой лес, лес примыкающий к полям; также связывается с со следующими вариантами:
- древнерусское слово «рама» означавшим «границу, примыкавшую к лесу»;
- «рамень» («раменье») — название строевого и корабельного леса[21];
- «раменье» — еловый лес в европейской части СССР[22];
- «раменье» — «лес, граничащий с полем». В среднерусском регионе термин широко представлен в составе гидронимов бассейна Оки. Это название рек и ручьев, вытекающих из леса или протекающих вблизи него[23].

Годом основания деревни Раменки считается 1389 год (в 1989 году на территории района проходило празднование 600-летия населённого пункта). Главная улица деревни располагалась по прямой линии, перпендикулярно современному Мичуринскому проспекту и в том месте, где в настоящее время улица Раменки соединяется с Мичуринским проспектом. Деревня была некрупной. В 1902 году там проживал всего 441 житель, в основном крестьяне. После революции на территории Раменок располагались колхозы, а впоследствии огородные участки (остатки которых можно было наблюдать в начале 1990-х и даже в 2000-х).
До вхождения в состав Москвы, район современных Раменок был частью Кунцевского района Московской области.
Раменки находились за границей Москвы до начала 60-х годов XX века, хотя уже в конце 50-х располагалась практически вплотную к городу. По правую сторону от деревни проходило старое Боровское шоссе (ранее — Боровская дорога), шедшее от Воробьёвых гор, через Раменки и далее в сторону современного одноимённого шоссе. Впоследствии дорога полностью растворилось в новом облике города (в Раменках, в частности, магистраль проходила по территории современного парка 50-летия Октября). Существенное изменение архитектурного ландшафта этого района привнёс проект реконструкции Москвы 1935 года, согласно которому, в частности, в 50-60-х годах, были построены проспект Вернадского и Мичуринский проспект (первоначально, по проекту, называвшиеся «Восточный луч» и «Западный луч», соответственно).
В состав Москвы деревня Раменки вошла в 1958 году и впоследствии деревенские постройки заменялись городскими кварталами. Однако на территории района до сих пор можно найти здания, относящиеся к 50-м годам прошлого века, к этапу, когда деревня начала активно расширяться и обновляться. В частности, во время строительства Главного здания МГУ (40-50-е года XX века) возле деревни Раменки разместили городок строителей университета. Были выстроены двухэтажные дома, столовая, а также Дом культуры «Высотник» (сохранившийся сегодня).
Также, на территории современного района находились ещё несколько населённых пунктов, но крупнейшее и наиболее известное — село Воробьёво, которое располагалось на обширной возвышенности правого берега Москвы-реки, получившей по селу название Воробьёвых гор. Впервые село Воробьёво упоминается в сохранившихся документах, в завещании 1453 года вдовы московского великого князя Василия I — Софьи Витовтовны. Софья завещала Воробьёво с Семёновским своему внуку Юрию Васильевичу, дмитровскому князю.
Природная достопримечательность района — долина реки Раменки — зелёная зона, в которой к 2012 году были зарегистрированы 14 видов растений и 11 видов позвоночных животных, занесённых в Красную книгу города Москвы. Законом города Москвы № 37 от 6 июля 2005 года «О схеме развития и размещения особо охраняемых природных территорий в городе Москве» предусмотрено создание здесь особо охраняемой природной территории (ООПТ). В Приложение № 2 (перечень планируемых к созданию особо охраняемых природных территорий) под номером 6 указано: «ландшафтный заказник „Долина реки Раменки“ (два участка)».
Исполнение этого закона много лет саботировалось, а в январе 2017 года, объявленного в России Годом экологии, Градостроительно — земельная комиссия г. Москвы одобрила проект застройки общей площадью около 1,3 миллиона м². на территории между ул. Лобачевского, Киевским направлением МЖД, Мичуринским проспектом и р. Раменкой. На март 2017 г. в спешном порядке назначены общественные слушания по данному вопросу, хотя, согласно Закону города Москвы № 48 от 26 сентября 2001 года «Об особо охраняемых природных территориях в городе Москве», на земельных участках, предназначенных для образования ООПТ, приостанавливается не только любое строительство, но даже оформление предпроектной документации (статья 8, п. 5).

### Создание района
Муниципальные округа «Мосфильмовский» и «Раменки» были созданы в ходе административной реформы 1991 года на части территории бывшего Гагаринского района и входили в состав Западного административного округа. После принятия закона «О территориальном делении города Москвы» в 1995 году они получили статус районов Москвы. Однако уже в 1997 году после предложения префекта Западного административного округа территория Мосфильмовского района вошла в состав района «Раменки». С 2002 года к Раменкам отнесена также территория МГУ.

## Объекты, имеющие общественную значимость
- Московский государственный университет имени М. В. Ломоносова
- Ботанический сад МГУ
- Всероссийская академия внешней торговли
- Киностудия «Мосфильм»
- посольства 16 стран: Ангола, Болгария, Босния и Герцеговина, Венгрия, Германия, Китай, Кувейт, КНДР, Ливия, Малайзия, Никарагуа, ОАЭ, Панама, Румыния, Сербия, Швеция
- Храм Андрея Рублёва в Раменках
- Храм Живоначальной Троицы на Воробьёвых горах
- Храм Троицы Живоначальной в Троицком-Голенищеве
- Долина реки Раменки

### Научно-технологическая долина МГУ «Воробьёвы горы»
В Раменках планируется реализация инвестиционного проекта по созданию научно-исследовательского и образовательного комплекса на базе кампуса МГУ, который расположится в периметре, ограниченном Ломоносовским проспектом, Раменским бульваром, проспектом Вернадского и Мичуринским проспектом. Разработка концепции началась в 2013 году, в 2015 году начали проводиться первые строительные работы в рамках реализации проекта. Планируется возведение около 430 тысяч квадратных метров научно-производственной лабораторной базы, а также 190 тысяч квадратных метров жилья. Кроме того, в долине откроют Школу для одаренных детей при МГУ, а также музей науки, связанный с Политехническим музеем.
При этом часть жителей района негативно относится к созданию Технологической долины. Ещё в 2015 году инициативные группы направили минимум два обращения в прокуратуру: под первым стояло свыше 100 подписей, под вторым — шесть.

## Парки и скверы
На территории района находятся несколько особо-охраняемых природных территорий: часть самого крупного в черте города заказника «Долина реки Сетунь», заказники «Воробьевы горы» (западная часть) и «Долина реки Раменки». Более 32 га занимает Ботанический сад МГУ на Воробьевых горах. Кроме того, в Раменках располагается несколько парков и скверов.
На южной границе района находится часть Парка 50-летия Октября. Парк был обустроен в 1967 году по обеим сторонам от проходившего здесь в то время Боровского шоссе (сейчас это одна из аллей парка). Общая площадь зоны отдыха — 67 га. В парке создана инфраструктура для развлечений, спорта и прогулок: после реконструкции 2017—2018 годов здесь появились 12 детских и 12 спортивных площадок, павильоны общественного питания, коворкинг, комната матери и ребенка. Среди достопримечательностей парка: Аллея партизан Подмосковья с установленным на ней памятником, памятник погибшим воинам-интернационалистам, скульптурная композиция «Моя семья».
Сквер у Посольства КНР вытянут вдоль улицы Дружбы. В парке имеется сеть пешеходных дорожек, зона отдыха у пруда. Со стороны Ломоносовского проспекта установлен памятник Махатме Ганди. Напротив находится площадь с памятником Индире Ганди.
В Раменках проходит благоустройство зеленых участков. В 2017 году новый сквер появился на месте заброшенного оврага по адресу: ул. Столетова, д. 8. Здесь построили детские и спортивные площадки, поставили парковую мебель, провели освещение. В 2018 году новое пешеходное пространство было обустроено вдоль Мичуринского проспекта (от одноименной станции метро до Храма Андрея Рублева): в сквере разбиты цветники и альпийские горки, стоят скамейки. Территорию украшают перголы.
В 2019 году по программе городского благоустройства «Мой район» в Раменках были приведены в порядок пешеходные зоны. На аллее «Победа», которая находится у дома 14 по Университетскому проспекту, отреставрировали исторические плиты, постелили газон, памятный камень, который в прошлом был заложен ветеранами войны, подняли на постамент. В сквере между домов 33 и 35 по Мосфильмовской улице обновили детскую площадку и обустроили зону для занятия спортом.

## Транспорт
По территории района проходят маршруты автобусов, электробусов, метрополитена, а по западной границе ветка Киевского направления Московской железной дороги (две станции на территории района: Матвеевская и Москва-Сортировочная-Киевская).
На территории Раменок расположены пять станций метро: «Воробьёвы горы» и «Университет» Сокольнической линии Московского метрополитена (станция метро «Проспект Вернадского» расположена на южной границе района), станции «Ломоносовский проспект», «Раменки» и «Мичуринский проспект» Солнцевской линии.
Для района Мосфильмовской улицы ближайшими являются станции «Киевская» (Кольцевой, Филёвской и Арбатско-Покровской линий), а также станция «Минская» Солнцевской линии, которая находится уже за пределами района.
| Электробусные маршруты |      |                                                                      | |
| №                      | №    | Конечные точки маршрута                                              | Описание маршрута |
| 266                    | 266  | Улица Кравченко — Киевский вокзал                                    | проспект Вернадского — Ломоносовский проспект — Мичуринский проспект — улица Косыгина — Воробьёвское шоссе — Бережковская набережная |
| 791                    | 791  | Киевский вокзал — 4-й Сетуньский проезд                              | Бережковская набережная — Воробьёвское шоссе (только к Киевскому вокзалу) — 1-й Сетуньский проезд — далее односторонним кольцом: 4-й, 3-й, 2-й Сетуньские проезды |
| м17                    | м17  | Станция метро «Озёрная» — Киевский вокзал                            | Никулинская улица (только к Киевскому вокзалу) — Мичуринский проспект — Ломоносовский проспект — Мосфильмовская улица — Воробьёвское шоссе — Бережковская набережная |
| т7                     | т7   | Станция метро «Парк Победы» — кинотеатр «Ударник»                    | улица Барклая — Кутузовский проспект — Большая Дорогомиловская улица — площадь Киевского Вокзала (только к кинотеатру «Ударник») — Бережковская набережная — Воробьёвское шоссе — улица Косыгина — Ленинский проспект — улица Большая Якиманка — улица Серафимовича |
| т34                    | т34  | Станция метро «Юго-Западная» — Киевский вокзал                       | проспект Вернадского — Ломоносовский проспект — Мосфильмовская улица — Воробьёвское шоссе — Бережковская набережная |
| Автобусные маршруты    |      |                                                                      | |
| 1                      | 1    | МГУ — Севастопольский проспект                                       | Ломоносовский проспект — Мичуринский проспект — Университетский проспект — Менделеевская улица — улица Академика Хохлова — улица Лебедева — Ломоносовский проспект (обратно: Ломоносовский проспект — улица Лебедева — улица Академика Хохлова — Менделеевская улица — Ломоносовский проспект) — проспект Вернадского — улица Крупской — Ленинский проспект — улица Кравченко (заезд, только к Севастопольскому проспекту) — Ленинский проспект — улица Гарибальди — Профсоюзная улица — улица Обручева (только к Севастопольскому проспекту) — улица Академика Волгина (только к Севастопольскому проспекту) — улица Бутлерова (только к Севастопольскому проспекту) — Профсоюзная улица — улица Обручева |
| т4                     | т4   | Улица Лебедева — кинотеатр «Ударник»                                 | Улица Лебедева (только к кинотеатру «Ударник») — Ломоносовский проспект — Ленинский проспект — улица Большая Якиманка — Якиманский проезд — улица Большая Полянка — улица Серафимовича |
| т49                    | т49  | МГУ — Балаклавский проспект                                          | Ломоносовский проспект — Нахимовский проспект — Севастопольский проспект |
| 57                     | 57   | Большая Юшуньская улица — станция метро «Ломоносовский проспект»     | Большая Юшуньская улица — улица Каховка — Керченская улица — Болотниковская улица — Севастопольский проспект — Нахимовский проспект — Профсоюзная улица — улица Кедрова — улица Ивана Бабушкина — улица Дмитрия Ульянова — Университетский проспект — улица Лебедева — улица Академика Хохлова — Менделеевская улица — Ломоносовский проспект — Мичуринский проспект |
| 58                     | 58   | Станция метро «Молодежная» — улица Косыгина                          | Ярцевская улица (обратно: проектируемый проезд № 2185) — Оршанская улица — улица Академика Павлова — Партизанская улица — Ярцевская улица — Ельнинская улица — Молодогвардейская улица — Молдавская улица — Малая Филёвская улица (только к станции метро «Молодёжная») — Рублёвское шоссе — Аминьевское шоссе (только к улице Косыгина) — Можайское шоссе (только к улице Косыгина) — Кутузовский проспект — Староможайское шоссе — Минская улица — Ломоносовский проспект — Мичуринский проспект — Университетский проспект (заезд, только к станции метро «Молодёжная») — Мичуринский проспект |
| 67                     | 67   | Нагорный бульвар — улица Довженко                                    | Нагорная улица — улица Ремизова — улица Дмитрия Ульянова — Профсоюзная улица — Нахимовский проспект — Ломоносовский проспект — Мосфильмовская улица — улица Улофа Пальме — улица Довженко |
| 91                     | 91   | Матвеевское — улица Довженко                                         | Веерная улица — Матвеевская улица — проектируемый проезд № 1432 — Аминьевское шоссе — Кутузовский проспект — набережная Тараса Шевченко — Бережковская набережная — Воробьёвское шоссе — Мосфильмовская улица — улица Улофа Пальме — улица Довженко |
| 91к                    | 91к  | Киевский вокзал — улица Довженко                                     | Бережковская набережная — Воробьёвское шоссе — Мосфильмовская улица — улица Улофа Пальме — улица Довженко |
| 103                    | 103  | 23 квартал Новых Черёмушек — улица Генерала Дорохова                 | Новочерёмушкинская улица — улица Гарибальди — Профсоюзная улица — улица Гарибальди — улица Архитектора Власова — Нахимовский проспект — Ломоносовский проспект — Минская улица — Староможайское шоссе (только к 23-му кварталу Новых Черёмушек) — Кутузовский проспект — Можайское шоссе — Рябиновая улица — Верейская улица |
| 111                    | 111  | Улица Новаторов — станция метро «Октябрьская»                        | улица Новаторов — улица Воронцовские Пруды (обратно: улица Академика Челомея) — улица Архитектора Власова — улица Академика Пилюгина — улица Гарибальди — улица Вавилова — улица Панфёрова — улица Строителей — проспект Вернадского — Ломоносовский проспект — Менделеевская улица (обратно: улица Лебедева) — улица Академика Хохлова — улица Лебедева (обратно: Менделеевская улица) — Университетский проспект — Ленинский проспект |
| 113                    | 113  | Станция метро «Профсоюзная» — станция метро «Ломоносовский проспект» | Нахимовский проспект — улица Цюрупы — Новочерёмушкинская улица — улица Академика Полякова — Профсоюзная улица — улица Гарибальди — Ленинский проспект — улица Кравченко (заезд, только к станции метро «Профсоюзная») — улица Строителей — проспект Вернадского — Ломоносовский проспект — улица Лебедева — улица Академика Хохлова — далее односторонним кольцом: Менделеевская улица → Ломоносовский проспект → Мичуринский проспект → Университетский проспект → Менделеевская улица |
| 119                    | 119  | Нагорный бульвар — Киевский вокзал                                   | Нагорная улица — улица Ремизова — Севастопольский проспект — улица Винокурова — Новочерёмушкинская улица — улица Шверника — улица Гримау — улица Дмитрия Ульянова — Ленинский проспект — Ломоносовский проспект — улица Лебедева — улица Академика Хохлова — Менделеевская улица — Университетский проспект — Мосфильмовская улица — Воробьёвское шоссе — Бережковская набережная |
| 120                    | 120  | Станция метро «Озёрная» — 32-33 кварталы Юго-Запада                  | Мичуринский проспект — Озёрная улица (только к 32-33 кварталам Юго-Запада) — Никулинская улица — Большая Очаковская улица — улица Лобачевского — Мичуринский проспект — улица Удальцова — улица Михаила Певцова — далее односторонним кольцом: улица Семёнова-Тян-Шанского → улица Воейкова → улица Михаила Певцова |
| 130                    | 130  | Фили — 23 квартал Новых Черёмушек                                    | Новозаводская улица (часть рейсов по будням) — улица Барклая — Большая Филёвская улица — Минская улица — Ломоносовский проспект — Нахимовский проспект — Новочерёмушкинская улица |
| 187                    | 187  | Станция метро «Озёрная» — станция метро «Университет»                | Мичуринский проспект (только к станции метро «Университет») — Озёрная улица (только к станции метро «Университет») — Никулинская улица — Большая Очаковская улица — улица Лобачевского — Аминьевское шоссе — Матвеевская улица — Веерная улица — Нежинская улица — Староволынская улица — Минская улица — Ломоносовский проспект — проспект Вернадского (только к станции метро «Озёрная») |
| 260                    | 260  | Матвеевское — станция метро «Университет»                            | Веерная улица — Нежинская улица — Староволынская улица — Минская улица — Ломоносовский проспект — проспект Вернадского |
| 320                    | 320  | Киевский вокзал — 2-й Мосфильмовский переулок                        | Бережковская набережная — Воробьёвское шоссе — Мосфильмовская улица — улица Пырьева |
| 324                    | 324  | Станция метро «Парк Победы» — 2-й Мосфильмовский переулок            | улица Барклая — Кутузовский проспект — Большая Дорогомиловская улица — Бережковская набережная — Воробьёвское шоссе — Мосфильмовская улица — улица Пырьева |
| 325                    | 325  | Станция метро «Славянский бульвар» — МГУ                             | Славянский бульвар — Давыдковская улица — Кременчугская улица (только к станции метро «Славянский бульвар») — Нежинская улица — Веерная улица — Матвеевская улица — Аминьевское шоссе — улица Лобачевского — Мичуринский проспект — улица Удальцова — улица Раменки — проектируемый проезд № 3538 — Раменский бульвар — Мичуринский проспект — Ломоносовский проспект |
| 394                    | 394  | Киевский вокзал — станция метро «Раменки»                            | Бережковская набережная — Воробьёвское шоссе — Мосфильмовская улица — Раменский бульвар (обратно: Винницкая улица) — Мичуринский проспект |
| 419                    | 419  | ДАС (Улица Шверника) → МГУ                                           | улица Шверника → Новочерёмушкинская улица → улица Дмитрия Ульянова → Университетский проспект → улица Лебедева → улица Академика Хохлова → Менделеевская улица → Ломоносовский проспект |
| 447                    | 447  | Станция метро «Университет» — квартал «Шуваловский»                  | проспект Вернадского — Ломоносовский проспект — Мичуринский проспект — Раменский бульвар — улица Светланова |
| 464                    | 464  | МКАД (56 км) — станция метро «Университет»                           | Молодогвардейская улица — Ярцевская улица — Партизанская улица — улица Академика Павлова — Бобруйская улица (только к МКАД) — Ельнинская улица — Молодогвардейская улица — Молдавская улица — Рублёвское шоссе — Кутузовский проспект — Староможайское шоссе (только к станции метро «Университет») — Минская улица — Ломоносовский проспект — (только к МКАД: улица Лебедева - улица Академика Хохлова - Менделеевская улица) |
| 470                    | 470  | Станция метро «Университет» — станция метро «Фили»                   | проспект Вернадского — Ломоносовский проспект — Минская улица — улица Олеко Дундича (обратно: Кастанаевская улица) — Багратионовский проезд |
| 487                    | 487  | Улица Довженко — станция метро «Каширская»                           | улица Довженко — улица Улофа Пальме — Мосфильмовская улица — Ломоносовский проспект — Нахимовский проспект — Каширское шоссе |
| 494                    | 494  | Станция метро «Проспект Вернадского» — квартал «Шуваловский»         | улица Удальцова — улица Раменки — Мичуринский проспект — Раменский бульвар — улица Светланова |
| 572                    | 572  | Новоорловская улица — станция метро «Университет»                    | Новоорловская улица — Новопеределкинская улица — Боровское шоссе — Озёрная улица — Мичуринский проспект — Ломоносовский проспект — Менделеевская улица — улица Академика Хохлова — улица Лебедева — Ломоносовский проспект — проспект Вернадского |
| 661                    | 661  | Улица Воронцовские Пруды — станция метро «Университет»               | улица Новаторов — улица Обручева — Ленинский проспект — улица Удальцова — улица Раменки (только к улице Новаторов) — Мичуринский проспект — Ломоносовский проспект — Менделеевская улица — улица Академика Хохлова — улица Лебедева — Ломоносовский проспект — проспект Вернадского |
| 715                    | 715  | МГУ — станция метро «Проспект Вернадского»                           | Ломоносовский проспект — Мичуринский проспект - Университетский проспект (только к станции метро «Проспект Вернадского») — Менделеевская улица — улица Академика Хохлова — улица Лебедева — Ломоносовский проспект — Мичуринский проспект — проектируемый проезд № 3538 — улица Раменки — улица Удальцова — далее односторонним кольцом: проспект Вернадского → улица Лобачевского → улица Коштоянца |
| 715к                   | 715к | Станция метро «Раменки» — станция метро «Проспект Вернадского»       | Мичуринский проспект — проектируемый проезд № 3538 — улица Раменки — улица Удальцова — далее односторонним кольцом: проспект Вернадского → улица Лобачевского → улица Коштоянца |
| 806                    | 806  | Стадион «Лужники» (юж.) — станция метро «Раменки»                    | Комсомольский проспект — улица Хамовнический Вал — Третье транспортное кольцо — улица Потылиха (обратно: 1-й Сетуньский проезд) — Воробьёвское шоссе — Мосфильмовская улица — Раменский бульвар (обратно: Винницкая улица) — Мичуринский проспект |
| 809                    | 809  | Стадион «Лужники» (юж.) — 4-й Сетуньский проезд                      | улица Лужники — Лужнецкая набережная — улица Хамовнический Вал — Бережковский мост — улица Потылиха (только к 4-му Сетуньскому проезду) — 1-й Сетуньский проезд — далее односторонним кольцом: 4-й, 3-й, 2-й Сетуньские проезды |
| 830                    | 830  | Улица Федосьино — станция метро «Проспект Вернадского»               | улица Федосьино — Лукинская улица — Чоботовская улица — Боровское шоссе — Озёрная улица — Мичуринский проспект — далее односторонним кольцом: улица Удальцова — проспект Вернадского — улица Лобачевского |
| 845                    | 845  | 23 квартал Новых Черёмушек — станция метро «Раменки»                 | Новочерёмушкинская улица — Нахимовский проспект — Ломоносовский проспект — Мичуринский проспект — далее односторонним кольцом: Раменский бульвар → проектируемый проезд № 3538 → Мичуринский проспект |
| 908                    | 908  | Станция метро «Каширская» — станция метро «Филёвский парк»           | Каширское шоссе — Нахимовский проспект — Ломоносовский проспект — Минская улица |

Цветом отмечены отрезки маршрута следования проходящие по территории района Раменки.